# Hell in a Cell del 28 giugno 1998

L'attimo nel quale The Undertaker scaraventò Mick Foley sul tavolo dei commentatori dalla cima della gabbia

L'Hell in a Cell del 28 giugno 1998 fu un incontro di wrestling disputatosi tra The Undertaker e Mick Foley alla Civic Arena di Pittsburgh (Pennsylvania) durante il pay-per-view King of the Ring, prodotto dalla World Wrestling Federation.
Nel 2002 il giornalista Michael Landsberg definì l'incontro come "probabilmente il match di wrestling più ricordato di sempre" per via della sua pericolosità.

## Storyline

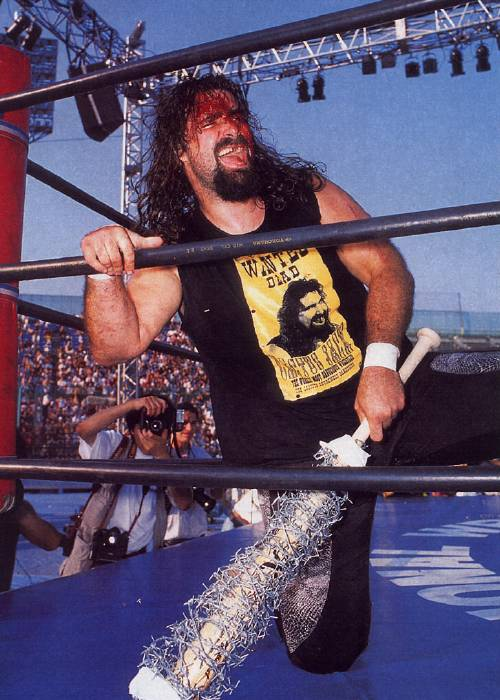
Mick Foley nel 1995

Al suo debutto nella World Wrestling Federation nel 1996, Mick Foley iniziò immediatamente una rivalità con The Undertaker. La sera seguente a WrestleMania XII, egli interferì in un match tra Taker e Justin Hawk Bradshaw. Nei mesi seguenti, Foley tese diverse imboscate al becchino, facendogli perdere svariati match per colpa delle sue interferenze. La faida si intensificò, e i due iniziarono a scontrarsi ovunque, tra il pubblico, nel backstage, e persino nel locale caldaia, in diverse arene. Mankind fece perdere a Undertaker l'opportunità di vincere il WWF Intercontinental Championship a In Your House 8: Beware of Dog, favorendo la vittoria del campione in carica Goldust. Di conseguenza, al ppv SummerSlam 1996 venne organizzato tra i due il primo boiler room brawl match in assoluto. Durante il match, quando Undertaker raggiunse l'urna di Paul Bearer, questi lo colpì con essa, tradendolo per allearsi con Mankind permettendogli di imprigionarlo nella Mandible Claw, e di vincere l'incontro. Dopo il tradimento del suo manager, The Undertaker portò la rivalità con Mankind ad un livello superiore, risultante in un buried alive match a In Your House 11: Buried Alive. Il Deadman vinse l'incontro, ma a causa dell'intromissione di The Executioner, e grazie all'aiuto di numerosi altri wrestler, fu lui a finire seppellito vivo.
Undertaker tornò alle Survivor Series 1996, scontrandosi nuovamente con Mankind, ma questa volta il match ebbe una stipulazione unica; imprigionato in una gabbia d'acciaio sospesa sopra il ring c'era Paul Bearer. Se Undertaker avesse vinto l'incontro, avrebbe potuto vendicarsi di Bearer. Anche se Taker riuscì a prevalere, l'interferenza da parte di The Executioner permise la fuga di Bearer.

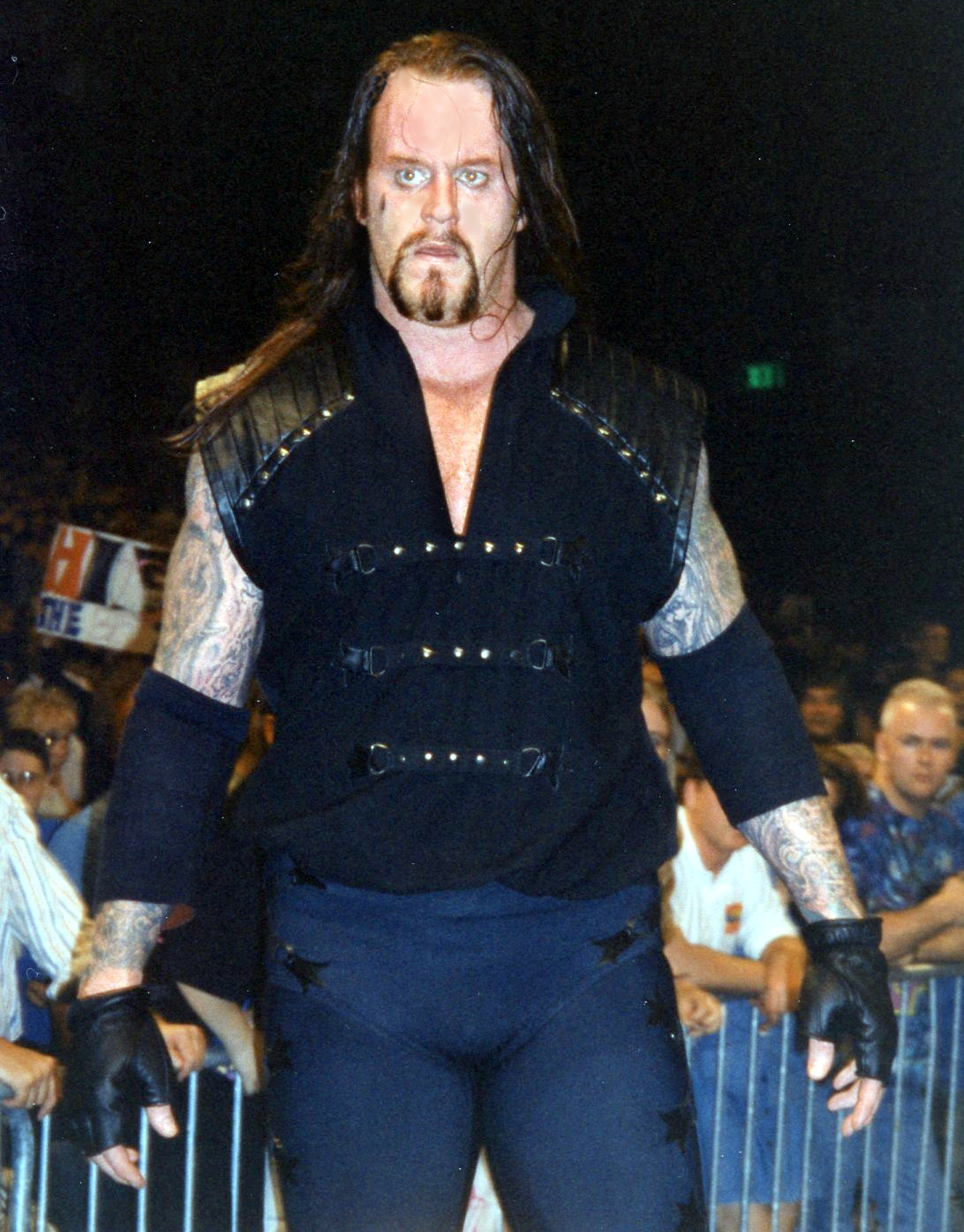
The Undertaker nel 1997

Senza manager, Undertaker sviluppò una gimmick meno soprannaturale, ma pur sempre dark, maggiormente adulta e più in linea con l'Attitude Era, autoproclamandosi "The Lord of Darkness" ("Signore delle tenebre"). In seguito The Undertaker ebbe altri feud e vinse il WWF Championship a WrestleMania 13, e la rivalità con Mankind fu temporaneamente accantonata dopo un ennesimo match tra i due svoltosi a In Your House 14: Revenge of the 'Taker, vinto dal becchino.
Il 1º giugno 1998, durante una puntata di Monday Night Raw, Mick Foley riprese la gimmick di Mankind e rispolverò la faida con The Undertaker. Foley si riunì con Paul Bearer, e la nuova alleanza sfidò The Undertaker e Stone Cold Steve Austin nel corso di un Hell in a Cell match svoltosi il 15 giugno e conclusosi in un nulla di fatto (Taker aggredì Bearer all'interno della gabbia mentre Austin assalì Kane sulla cima della struttura). Ciò portò ad un doppio main-event in programma per il pay-per-view King of the Ring 1998; Austin e Kane si sarebbero affrontati in un first blood match per il WWF Championship, mentre Undertaker e Foley in un Hell in a Cell.
Poco prima del match, Mick Foley e Terry Funk discussero dell'Hell in a Cell svoltosi l'anno precedente a Badd Blood: In Your House tra The Undertaker e Shawn Michaels, in cui quest'ultimo venne scaraventato violentemente contro la porta d'acciaio della gabbia. Funk disse, quasi per scherzo, «tu magari potresti farti buttare giù dall'alto della gabbia» e Foley rispose: «sì certo, e poi potrei arrampicarmi in cima di nuovo e lui potrebbe ributtarmi giù ancora. Amico, sarebbe grandioso e potremmo inventarci anche altre cose da fare dentro, fuori e sul tetto della gabbia. Sì, penso proprio che potrei farlo».
Quando venne illustrata a The Undertaker l'idea di gettare Mick Foley dal tetto della gabbia, egli era inizialmente riluttante, ma alla fine accettò comunque la proposta.

## Incontro
Mick Foley fu il primo ad entrare nell'arena e, una volta raggiunta la gabbia, gettò una sedia in cima alla struttura ed iniziò ad arrampicarsi su di essa; The Undertaker lo seguì immediatamente in modo che il match potesse iniziare senza aspettare le presentazioni dell'annunciatore a bordo ring.
Il primo infortunio di Foley si verificò dopo pochi minuti dall'inizio della contesa, quando The Undertaker lo gettò dalla cima della gabbia facendolo precipitare sul tavolo dei commentatori da un'altezza di oltre cinque metri, cosa che fece esclamare al telecronista Jim Ross la celebre frase: «Buon Dio onnipotente! Buon Dio onnipotente! Questo l'ha ucciso! Dio mi è testimone, si è spezzato in due!». Terry Funk fu la prima persona ad accorrere sulla scena, seguito dal dottor François Petit e da un visibilmente preoccupato Vince McMahon; Foley venne posizionato su una barella per essere trasportato nel backstage, mentre The Undertaker, credendo terminato il match, iniziò a scendere dalla gabbia. Tuttavia, pochi attimi dopo, Foley si tolse la sua tipica maschera di cuoio di Mankind, scese dalla barella dirigendosi verso la struttura ed iniziò l'arrampicata per salire nuovamente in cima, così che l'incontro ripartì.
La rete metallica che costituiva il tetto della gabbia iniziò ben presto a risentire del peso combinato dei due wrestler: quando The Undertaker eseguì una chokeslam sull'avversario, un pannello del tetto si staccò completamente e così Foley precipitò nel mezzo del ring e venne a sua volta colpito dalla sedia che teneva in mano; in risposta, questa volta Jim Ross gridò: «Oh mio Dio! Oh mio Dio! [...] Qualcuno fermerà questo dannato match? Quando è troppo, è troppo!», mentre l'altro commentatore Jerry Lawler aggiunse drammaticamente: «È finita. È morto». Che parte del soffitto della gabbia si deformasse era stato inizialmente previsto, ma nessuno si aspettava che un intero pannello potesse cedere del tutto. In un'intervista dell'anno successivo, The Undertaker disse che sul momento pensò che Foley fosse morto in seguito ad una caduta del genere, ma riuscì comunque a non scomporsi e restare nel personaggio. A posteriori Foley raccontò che l'unica ragione per la quale era sopravvissuto alla caduta era quella di non aver "subìto correttamente" la chokeslam di The Undertaker e che, se fosse atterrato come avrebbe dovuto, probabilmente sarebbe morto sul colpo.
Il match proseguì ancora e Foley subì un ulteriore chokeslam, questa volta sopra una notevole quantità di puntine da disegno; The Undertaker vinse infine l'incontro eseguendo la sua mossa finale, la Tombstone Piledriver. Entrambi i wrestler ricevettero una standing ovation da parte del pubblico al termine del match.

## Conseguenze

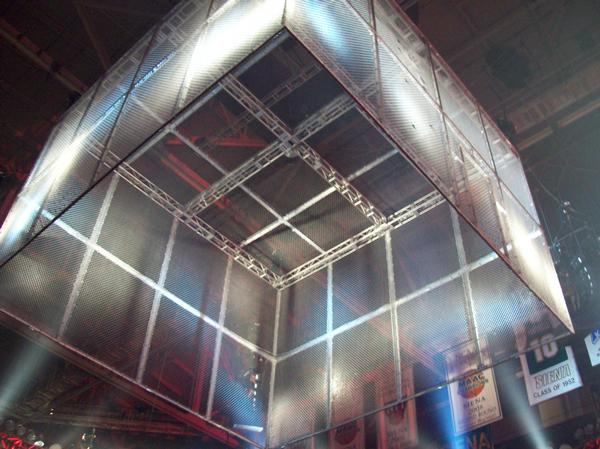
La struttura dell'Hell in a Cell

L'incontro, divenuto nel corso degli anni uno dei più visti e discussi match nella storia del wrestling a causa della sua pericolosità, divenne la pietra di paragone per ogni successivo hell in a cell match, tanto da essere votato Match of the Year del 1998 dai lettori di Pro Wrestling Illustrated. Anche se molti fan ritengono questo incontro un classico, esso generò diverse polemiche tra gli addetti ai lavori circa la scarsa sicurezza e la troppa violenza gratuita: in particolare, la critica affermò che, per superare gli standard di spettacolarità, i due wrestler dovettero ridurre le misure di sicurezza a discapito della propria salute. Quella sera stessa, ad incontro concluso, Vince McMahon disse a Mick Foley: «Non puoi immaginare quanto apprezzi ciò che hai fatto per la federazione, ma non voglio mai più rivedere una cosa del genere».
Nella sua autobiografia del 1999, Foley scrisse di non ricordare molto di quanto accaduto durante il match, e che dovette riguardarsi in televisione per poterne parlare; a tal proposito, mentre il dottor François Petit visitava entrambi i lottatori al termine dell'incontro, un ancora intontito Foley si girò verso The Undertaker chiedendogli se avesse usato le puntine da disegno, realizzando solo successivamente di averne una notevole quantità conficcata nel braccio. Foley scrisse anche che sua moglie scoppiò in lacrime durante una conversazione telefonica avvenuta dopo il match, essendo ancora traumatizzata per i colpi che aveva ricevuto; questo episodio gli aveva fatto considerare fortemente la possibilità di ritirarsi dal mondo del wrestling lottato, cosa che poi fece nel 2000 salvo ritornare sui suoi passi nel 2004 (si ritirò definitivamente soltanto nel 2012).
Anche se la WWE continua tutt'oggi a proporre annualmente gli hell in a cell match, non sono mai stati più raggiunti certi livelli di pericolosità; inoltre, a partire dal 2008, la federazione ha iniziato a modificare la propria proposta televisiva orientandola maggiormente verso le famiglie. Lo stesso Mick Foley, intervistato nel settembre del 2014, ha affermato che, se l'incontro del 1998 si fosse svolto al giorno d'oggi, sarebbe stato giustamente interrotto dopo la sua prima caduta dalla cima della gabbia.